# Sigurd Moen
Sigurd Olsen Moen (* 31. Oktober 1897 in Krødsherad; † 6. Oktober 1967 in Drammen) war ein norwegischer Eisschnellläufer.

## Werdegang
Moen, der für den Drammens SK startete, wurde bei der norwegischen Meisterschaft 1921 Siebter und belegte im folgenden Jahr bei der Mehrkampf-Weltmeisterschaft in Oslo den sechsten Platz und bei der norwegischen Meisterschaft den dritten Platz. Bei der Mehrkampf-Europameisterschaft Anfang Februar 1923 in Hamar errang er den 16. Platz. Im Winter 1923/24 lief er bei der Mehrkampf-Europameisterschaft in Oslo auf den vierten Platz und bei der norwegischen Meisterschaft auf den zweiten Platz. Beim Saisonhöhepunkt, den Olympischen Winterspielen 1924 in Chamonix, kam er auf den 13. Platz über 500 m, auf den sechsten Rang über 10.000 m und auf den vierten Platz über 5000 m. Zudem gewann er dort die Bronzemedaille über 1500 m und errang damit im Mehrkampf den fünften Platz. Im folgenden Jahr wurde er norwegischer Meister im Mehrkampf und bei der Mehrkampf-Weltmeisterschaft in Leningrad Vierter. In der Saison 1925/26 belegte er bei der Mehrkampf-Weltmeisterschaft 1926 in Trondheim den vierten Platz und bei der norwegischen Meisterschaft den zweiten Platz und in der Saison 1926/27 bei der -Europameisterschaft 1927 in Stockholm den fünften Platz und bei der norwegischen Meisterschaft den vierten Rang. In seiner letzten aktiven Saison 1927/28 lief er bei der Mehrkampf-Europameisterschaft 1928 in Oslo auf den zehnten Platz und bei der norwegischen Meisterschaft auf den fünften Rang.

## Persönliche Bestleistungen
| Disziplin | Zeit        | Datum           | Ort       |
| --------- | ----------- | --------------- | --------- |
| 500 m     | 46,1 s      | 9. Februar 1924 | Kongsberg |
| 1000 m    | 1:37,2 min  | 17. Januar 1925 | Drammen   |
| 1500 m    | 2:23,8 min  | 9. Februar 1924 | Kongsberg |
| 5000 m    | 8:38,1 min  | 9. Februar 1924 | Kongsberg |
| 10.000 m  | 17:42,7 min | 9. Februar 1924 | Kongsberg |